# Jan Roos (giornalista)
Jan Roos (27 gennaio 1977) è un giornalista olandese.

## Biografia
Roos è un giornalista olandese che lavora presso PowNed, canale radiofonico pubblico; realizza servizi quotidiani per PowNews, programma d'informazione dell'emittente. Inoltre è tra i realizzatori del programma radiofonico Echte Jannen sempre per PowNed.
In precedenza ha lavorato come reporter presso la BNR Nieuwsradio.